# Pressure Makes Diamonds
"Pressure Makes Diamonds" is een nummer van de Nederlandse zanger en muzikant Danny Vera. Het nummer werd uitgebracht op zijn album Pressure Makes Diamonds 1 & 2 uit 2019. Op 19 juni 2020 werd een nieuwe versie van het nummer uitgebracht als single.

## Achtergrond
"Pressure Makes Diamonds" is geschreven door Vera en geproduceerd door Frans Hagenaars en Vera. Het nummer verscheen oorspronkelijk in 2019 op het tweede deel van zijn gelijknamige studioalbum, dat de titel Pompadour Hippie draagt; waar het eerste deel, The Year of the Snake, stevige nummers bevat, staan er op het tweede deel vooral rustige nummers. Een jaar later besloot hij om een nieuwe versie op te nemen, die iets uitbundiger klinkt. Hij vertelde hierover: "We zouden AFAS Live doen in april, en in januari had ik het plan om 'Pressure Makes Diamonds' op zo'n vinylsingletje uit te brengen. Vind ik leuk om te doen, maar toen dacht ik: 'Ik pak het van de plaat'. [...] We zitten ook in de AFAS Live met achtergrondzangeressen en strijkers en dat wil ik er ook op hebben. Ik wist ook niet echt dat het een single was. Het is mij een beetje ontgaan." Deze versie kreeg de subtitel "2020 Version" mee.
"Pressure Makes Diamonds" werd, samen met het nieuwe nummer "Hold On to Let Go" uitgebracht als een single met een dubbele A-kant. Het werd geen grote hit; het kwam in Nederland niet in de Top 40 terecht en bleef steken op de tiende plaats in de Tipparade, terwijl in Vlaanderen de Ultratop 50 ook niet gehaald werd en het bleef hangen in de "Bubbling Under"-lijst. Desondanks bleek het populair onder het publiek en kwam het in 2021 de jaarlijkse NPO Radio 2 Top 2000 binnen op plaats 851.

## NPO Radio 2 Top 2000
| Nummer met noteringen in de NPO Radio 2 Top 2000 | '21 | '22  | '23  | '24  |
| ------------------------------------------------ | --- | ---- | ---- | ---- |
| Pressure Makes Diamonds                          | 851 | 1069 | 1234 | 1471 |

1. ↑  Een vetgedrukt getal geeft de hoogste notering aan.
2. ↑  2021 was het eerste jaar met een notering voor dit nummer.